# Hervormde kerk (Geldermalsen)
De Hervormde kerk of Suitbertuskerk is een kerkgebouw in het centrum van de Nederlandse plaats Geldermalsen, provincie Gelderland. De kerk wordt gebruikt door de Hervormde Gemeente Geldermalsen.

## Geschiedenis
In de 12e eeuw werd het eerste kerkje gebouwd op de plek waar voorheen een burcht stond. Het aan de heilige Suïtbertus gewijde tufstenen kerkje kreeg in de 13e eeuw een bakstenen toren. Het schip en koor werden in de 15e eeuw afgebroken en vervangen door een nieuw schip in laatgotische stijl. Later die eeuw werden een noordbeuk en een nieuw koor toegevoegd.
Na de reformatie werd de kerk versoberd en raakte het koor buiten gebruik.
Bij de restauratie in 1931 werden de kruisribgewelven opnieuw aangebracht. Eind jaren ’60 vond opnieuw een restauratie plaats, waarbij het koor werd hersteld als centrale ruimte voor de liturgie.
In 1997 werd een gebrandschilderd raam aangebracht met een beeltenis van de ‘boom des levens’ en verwijzingen naar het Rivierengebied en de Betuwe.

## Beschrijving
De toren kent drie geledingen en is in de tweede helft van de 13e eeuw gebouwd. De bovenste geleding werd overigens pas in de 15e eeuw toegevoegd. De toren wordt afgedekt door een tentdak. In de toren is een klokkenstoel aanwezig met een klok van Wilhelmus en Johannes Hoerken uit 1460.
Het laatgotische schip is in de 15e eeuw gebouwd, maar bevat in de westmuur de resten van de 12e-eeuwse tufstenen voorganger. De noordbeuk en het koor zijn later in de 15e eeuw toegevoegd.
In de kerk bevindt zich een preekstoel in Lodewijk XIV-stijl uit circa 1700, een herenbank uit 1720 en een 15e-eeuws doopvont. Er zijn diverse grafzerken aanwezig, waaronder een witmarmeren exemplaar uit 1684 van Jacobus van Borsselen en Maria van Varik, bewoners van het Huis te Geldermalsen.
De consistorie dateert uit 1926.
Het meubelorgel uit 1860 is gebouwd door P.J. Adema. In 1968 werd een groter orgel geplaatst van de hand J. de Koff & Zoon.